# Natação nos Jogos Olímpicos de Verão de 2024 - Revezamento 4x100 m livre feminino
A prova do revezamento 4x100 m livre feminino da natação nos Jogos Olímpicos de Verão de 2024 ocorreu em 27 de julho de 2024 na Paris La Défense Arena, em Paris. Um total de 73 nadadoras de 16 Comitês Olímpicos Nacionais (CON) participaram do evento.

## Qualificação
Para os revezamentos, um máximo de 16 equipes qualificadas em cada evento eram permitidas para totalizar de 112 equipes de revezamento; cada CON poderia inscrever apenas uma equipe por prova. As três melhores equipes em cada revezamento no Campeonato Mundial de Esportes Aquáticos de 2023 em Fukuoka, Japão, reservaram diretamente uma vaga, enquanto as treze equipes restantes competiram pela qualificação por terem os melhores tempos nas eliminatórias e finais nos resultados combinado de 2023 e do Campeonato Mundial de Esportes Aquáticos de 2024, em Doha, Catar.

## Formato
A competição consiste em duas rodadas: preliminares e final. As equipes com os oito melhores tempos nas baterias preliminares avançam a final. Desempates (swim-offs) são utilizados conforme necessário para quebrar os empates de avanço a próxima rodada.

## Calendário
Horário local (UTC+2)
| Data                | Horário | Fase         |
| ------------------- | ------- | ------------ |
| 27 de julho de 2024 | 12:15   | Preliminares |
| 27 de julho de 2024 | 21:30   | Final        |

## Medalhistas
|  | AUS Austrália                                                                       |  | USA Estados Unidos                                                                   |  | CHN China                                                  |
|  | Mollie O'Callaghan Shayna Jack Emma McKeon Meg Harris Olivia Wunsch Bronte Campbell |  | Kate Douglass Gretchen Walsh Torri Huske Simone Manuel Abbey Weitzeil Erika Connolly |  | Yang Junxuan Cheng Yujie Zhang Yufei Wu Qingfeng Yu Yiting |

1. 1 2 3 4 5  Participaram apenas das preliminares, mas também receberam medalhas.

## Recordes
Antes desta competição, os recordes mundiais e olímpicos da prova eram os seguintes:
| Tipo | Atleta                                                                                              | Tempo   | Local   | Data                |
| ---- | --------------------------------------------------------------------------------------------------- | ------- | ------- | ------------------- |
|      | AUS Austrália Mollie O'Callaghan (52.08) Shayna Jack (51.69) Meg Harris (52.29) Emma McKeon (51.90) | 3:27.96 | Fukuoka | 23 de julho de 2023 |
|      | AUS Austrália Bronte Campbell (53.01) Meg Harris (53.09) Emma McKeon (51.35) Cate Campbell (52.24)  | 3:29.69 | Tóquio  | 25 de julho de 2021 |

## Resultados

### Preliminares
As equipes com os oito melhores tempos, independente da bateria, avançam a final.
| Pos. | Bateria | Raia | CON                | Nadadoras                                                                                                  | Tempo   | Notas |
| ---- | ------- | ---- | ------------------ | --- | ------- | ----- |
| 1    | 2       | 4    | AUS Austrália      | Olivia Wunsch (53.94) Bronte Campbell (53.46) Meg Harris (52.23) Emma McKeon (51.94)                       | 3:31.57 | Q     |
| 2    | 1       | 4    | USA Estados Unidos | Abbey Weitzeil (53.60) Simone Manuel (53.23) Erika Connolly (53.83) Kate Douglass (52.63)                  | 3:33.29 | Q     |
| 3    | 2       | 5    | CHN China          | Cheng Yujie (53.95) Wu Qingfeng (53.84) Yu Yiting (54.05) Yang Junxuan (52.47)                             | 3:34.31 | Q     |
| 4    | 2       | 3    | SWE Suécia         | Michelle Coleman (53.92) Sarah Sjöström (51.99) Sara Junevik (54.09) Sofia Åstedt (54.35)                  | 3:34.35 | Q     |
| 5    | 2       | 2    | FRA França         | Béryl Gastaldello (53.54) Mary-Ambre Moluh (53.49) Lison Nowaczyk (54.67) Charlotte Bonnet (53.55)         | 3:35.25 | Q     |
| 6    | 2       | 6    | CAN Canadá         | Penny Oleksiak (53.78) Mary-Sophie Harvey (54.15) Brooklyn Douthwright (53.81) Taylor Ruck (53.55)         | 3:35.29 | Q     |
| 7    | 1       | 5    | GBR Grã-Bretanha   | Anna Hopkin (54.08) Eva Okaro (53.84) Lucy Hope (54.74) Freya Anderson (53.47)                             | 3:36.13 | Q     |
| 8    | 1       | 6    | ITA Itália         | Sofia Morini (53.92) Chiara Tarantino (54.14) Sara Curtis (53.93) Emma Menicucci (54.29)                   | 3:36.28 | Q     |
| 9    | 1       | 3    | NED Países Baixos  | Tessa Giele (55.24) Kim Busch (54.86) Sam van Nunen (54.26) Marrit Steenbergen (52.42)                     | 3:36.78 |       |
| 10   | 2       | 1    | HUN Hungria        | Petra Senánszky (54.91) Lilla Minna Ábrahám (54.36) Panna Ugrai (54.25) Nikolett Pádár (53.81)             | 3:37.33 |       |
| 11   | 1       | 1    | DEN Dinamarca      | Signe Bro (55.45) Julie Kepp Jensen (54.52) Elisabeth Sabroe Ebbesen (55.10) Martine Damborg (54.45)       | 3:39.52 |       |
| 12   | 2       | 7    | BRA Brasil         | Ana Carolina Vieira (54.81) Stephanie Balduccini (53.83) Giovana Reis (55.73) Maria Paula Heitmann (56.23) | 3:40.60 |       |
| 13   | 1       | 2    | POL Polônia        | Katarzyna Wasick (54.71) Kornelia Fiedkiewicz (54.82) Julia Maik (55.57) Zuzanna Famulok (55.57)           | 3:40.67 |       |
| 14   | 2       | 8    | SLO Eslovênia      | Neža Klančar (54.29) Janja Šegel (55.22) Katja Fain (55.43) Tjaša Pintar (56.35)                           | 3:41.29 |       |
| 15   | 1       | 7    | HKG Hong Kong      | Natalie Kan (56.91) Tam Hoi Lam (55.01) Camille Cheng (55.12) Stephanie Au (55.38)                         | 3:42.42 |       |
| 16   | 1       | 8    | IRL Irlanda        | Danielle Hill (55.61) Grace Davison (55.44) Erin Riordan (55.95) Victoria Catterson (55.67)                | 3:42.67 |       |

### Final
As três equipes mais rápidas na final conquistam as medalhas.
| Pos.              | Raia | CON                | Nadadoras                                                                                        | Tempo   | Notas              |
| ----------------- | ---- | ------------------ | ------------------------------------------------------------------------------------------------ | ------- | ------------------ |
| Medalha de ouro   | 4    | AUS Austrália      | Mollie O'Callaghan (52.24) Shayna Jack (52.35) Emma McKeon (52.39) Meg Harris (51.94)            | 3:28.92 | Recorde olímpico   |
| Medalha de prata  | 5    | USA Estados Unidos | Kate Douglass (52.98) Gretchen Walsh (52.55) Torri Huske (52.06) Simone Manuel (52.61)           | 3:30.20 | Recorde da América |
| Medalha de bronze | 3    | CHN China          | Yang Junxuan (52.48 ) Cheng Yujie (52.76) Zhang Yufei (52.75) Wu Qingfeng (52.31)                | 3:30.30 | Recorde asiático   |
| 4                 | 7    | CAN Canadá         | Maggie Mac Neil (53.31) Taylor Ruck (53.20) Summer McIntosh (53.22) Penny Oleksiak (53.26)       | 3:32.99 |                    |
| 5                 | 6    | SWE Suécia         | Sarah Sjöström (52.53) Michelle Coleman (52.98) Sara Junevik (54.41) Louise Hansson (53.87)      | 3:33.79 | Recorde nacional   |
| 6                 | 2    | FRA França         | Béryl Gastaldello (53.83) Charlotte Bonnet (54.14) Mary-Ambre Moluh (53.37) Marie Wattel (53.65) | 3:34.99 |                    |
| 7                 | 1    | GBR Grã-Bretanha   | Anna Hopkin (53.31) Eva Okaro (53.75) Lucy Hope (54.95) Freya Anderson (53.24)                   | 3:35.25 |                    |
| 8                 | 8    | ITA Itália         | Sofia Morini (54.16) Chiara Tarantino (54.27) Sara Curtis (54.24) Emma Menicucci (53.84)         | 3:36.51 |                    |

Legenda
| Recorde mundial      | Recorde mundial (World record)               |                       | Recorde africano                      | Recorde africano (African) |                                           | Q | Classificado por posição (Qualified) |
| Recorde olímpico     | Recorde olímpico (Olympic record)            | Recorde da América    | Recorde da América (Americas)         | q                          | Classificado por melhor tempo (Qualified) |   |                                      |
| Melhor marca do ano  | Melhor marca do ano (World leading)          | Recorde asiático      | Recorde asiático (Asian)              | DNS                        | Não largou (Did not start)                |   |                                      |
| Recorde nacional     | Recorde nacional (National record)           | Recorde europeu       | Recorde europeu (European)            | DNF                        | Não terminou (Did not finish)             |   |                                      |
| Recorde pessoal      | Recorde pessoal do atleta (Personal best)    | Recorde da Oceania    | Recorde da Oceania (Oceania)          | DSQ / DQ                   | Desclassificado (Disqualified)            |   |                                      |
| Recorde da temporada | Recorde da temporada do atleta (Season best) | Recorde sul-americano | Recorde sul-americano (South America) | NM                         | Sem marca (No mark)                       |   |                                      |